# Capela de Nossa Senhora da Luz
Esta capela foi mandada construir por Damião Borges. Situa-se na freguesia de Cós, município de Alcobaça.